# Huub Ehlen
Huub Ehlen (1951) is een Nederlandse dirigent.

## Levensloop
Ehlen studeerde aan het conservatorium in Maastricht en was werkzaam als muziekdocent. Hij gaf les aan de basisschool en in het middelbaar onderwijs. Daarnaast volgde hij diverse cursussen en workshops koordirectie, o.a. bij Paul van Nevel, Eric van Nevel, Jos van Veldhoven, Hans van den Hombergh, Daniel Reuss en Jos Vermunt.
In 1987 richtte hij Gulick Vocaal Ensemble op en in 1992 werd hij dirigent van Kamerkoor Exhaudi. Met kamerkoor Exaudi werd hij meermaals winnaar van het Nederlands Koorfestival.
Sinds 1994 is Ehlen dirigent en artistiek leider van Ad Mosam Barok. Hij geeft concerten, workshops, lezingen en masterclasses door heel Nederland en in de Euregio.